# خلـيل فاندربول نورس
خلـيل فاندربول نورس (بالإنجليزية: Khalil Vanderpool-Nurse)‏ هو لاعب كرة قدم باربادوسي في مركز الوسط لعب سابقاً في نادي دبي سيتي الإماراتي، ولد في 2005.

## روابط خارجية
خلـيل فاندربول نورس على موقع ناشيونال فوتبول تيمز (الإنجليزية)
- خلـيل فاندربول نورس على موقع Soccerway.com (الإنجليزية)
- خلـيل فاندربول نورس على موقع GSA (الإنجليزية)